# Coccidiphila riedli
Coccidiphila riedli ist ein Schmetterling (Nachtfalter) aus der Familie der Prachtfalter (Cosmopterigidae).

## Merkmale
Die Falter erreichen eine Flügelspannweite von 6 bis 9 Millimeter. Die Vorderflügel sind gelb ockerfarben. Die Costalader ist von der Flügelbasis bis über das zweite Drittel hinaus grau. In der Analfalte befindet sich ein dunkelgrauer Fleck. Die Flügelbasis ist dorsal ockerfarben gelb. Der sehr schräg nach außen verlaufende Strich ist sehr breit.
Bei den Männchen ist das rechte Brachium länger als das Tegumen. Es ist stark gebogen und hat distal einen flossenartigen Fortsatz. Das linke Brachium ist sehr klein. Die sehr schmalen Valven haben einen geweiteten, spatelförmigen Cucullus, der nach oben gebogen ist. Die Valvellae sind leicht gekrümmt und weiten sich distal stark. Der schmale und zugespitzte Apex ist rechtwinklig weggebogen. Der Aedeagus ist an der Spitze leicht abgeschrägt.
Bei den Weibchen hat der hintere Rand des 7. Sternits eine große, U-förmige Ausbuchtung, die Seitenränder sind abgerundet und dornig. Das Sterigma hat seitlich große, dreieckige Loben. Der vordere Rand ist konkav, der hintere Lobus rechteckig. Das Corpus bursae ist dicht mit sichelförmigen Kammstrukturen bedeckt.

### Ähnliche Arten
Coccidiphila riedli unterscheidet sich von Coccidiphila gerasimovi, Coccidiphila ledereriella und Coccidiphila danilevskyi durch das Fehlen der dunkelgrauen Beschuppung an der Basis des Vorderflügelinnenrandes. Von Coccidiphila kasypinkeri unterscheidet sich die Art durch das Fehlen des gelben Flecks im grauen Costalbereich.

## Verbreitung
Coccidiphila riedli ist auf den Kanarischen Inseln (Gran Canaria, Teneriffa) beheimatet.

## Biologie
Die Raupen wurden zwischen abgestorbenen Blättern von Ceballosia fruticosa gefunden. Man vermutet, dass sie auch an der Kap-Bleiwurz (Plumbago capensis) leben. Falter wurden von Februar bis April gesammelt.

## Systematik
Es ist das folgende Synonym bekannt:
- Coccidiphila ledereriella auctt., (nec Zeller, 1850), Fehlbestimmung

## Belege
1. 1 2 3 4 5 6 7  J. C. Koster, S. Yu. Sinev: Momphidae, Batrachedridae, Stathmopodidae, Agonoxenidae, Cosmopterigidae, Chrysopeleiidae. In: P. Huemer, O. Karsholt, L. Lyneborg (Hrsg.): Microlepidoptera of Europe. 1. Auflage. Band 5. Apollo Books, Stenstrup 2003, ISBN 87-88757-66-8, S. 136 (englisch).
2. 1 2  Coccidiphila riedli bei Fauna Europaea. Abgerufen am 2. Februar 2012